# إحصائيات نادي ألميريا

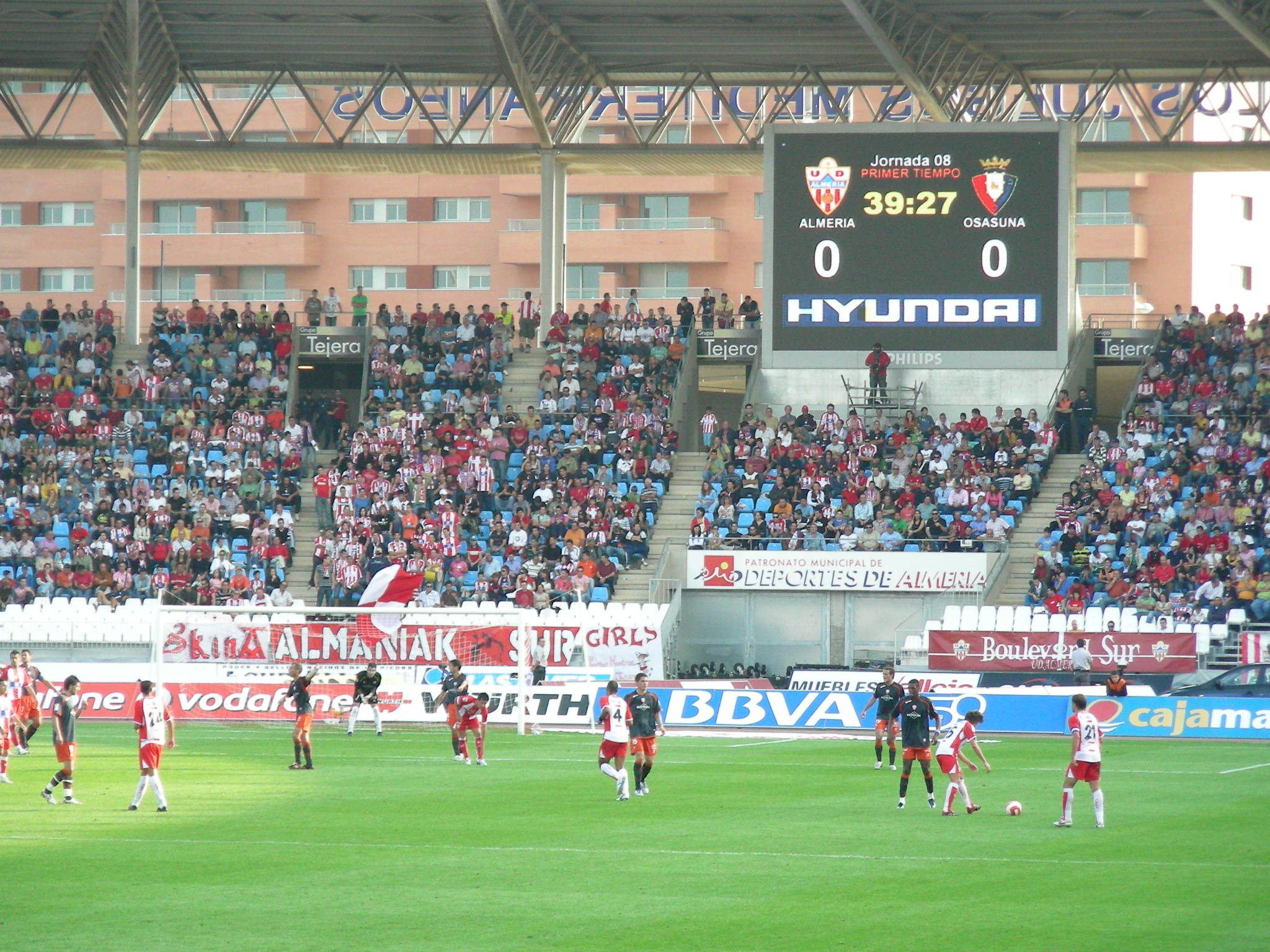
الميريا يلعب ضد أوساسونا في عام 2007 ، خلال موسمه الأول في الدوري الاسباني

تأسس في عام 1989 تحت اسم نادي الميريا دي فوتبول ، وغير اسمه إلى الحالي في عام 2001.

## مرتبة الشرف

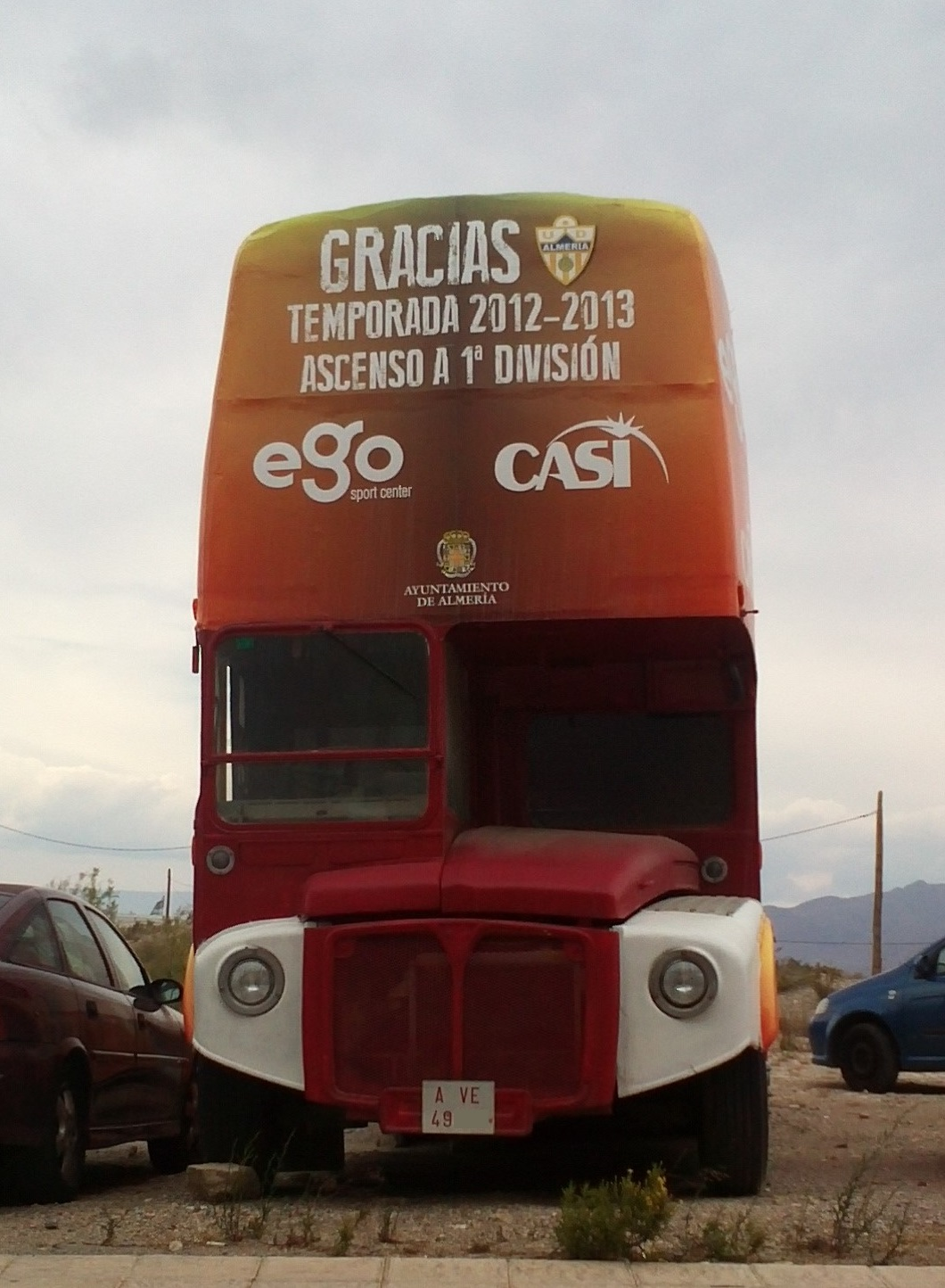
حافلة ألمرية خلال الحملة الترويجية عام 2013.

لم يفز نادي ألميريا بأي ألقاب كبيرة ، على الرغم من أن الفريق السابق فاز بلقب الدوري الاسباني للدرجة الثانية في حملة 1978-79 ، وفاز بكأس الدوري الإسباني الدرجة الثانية ب في العام السابق .

### العناوين الإقليمية

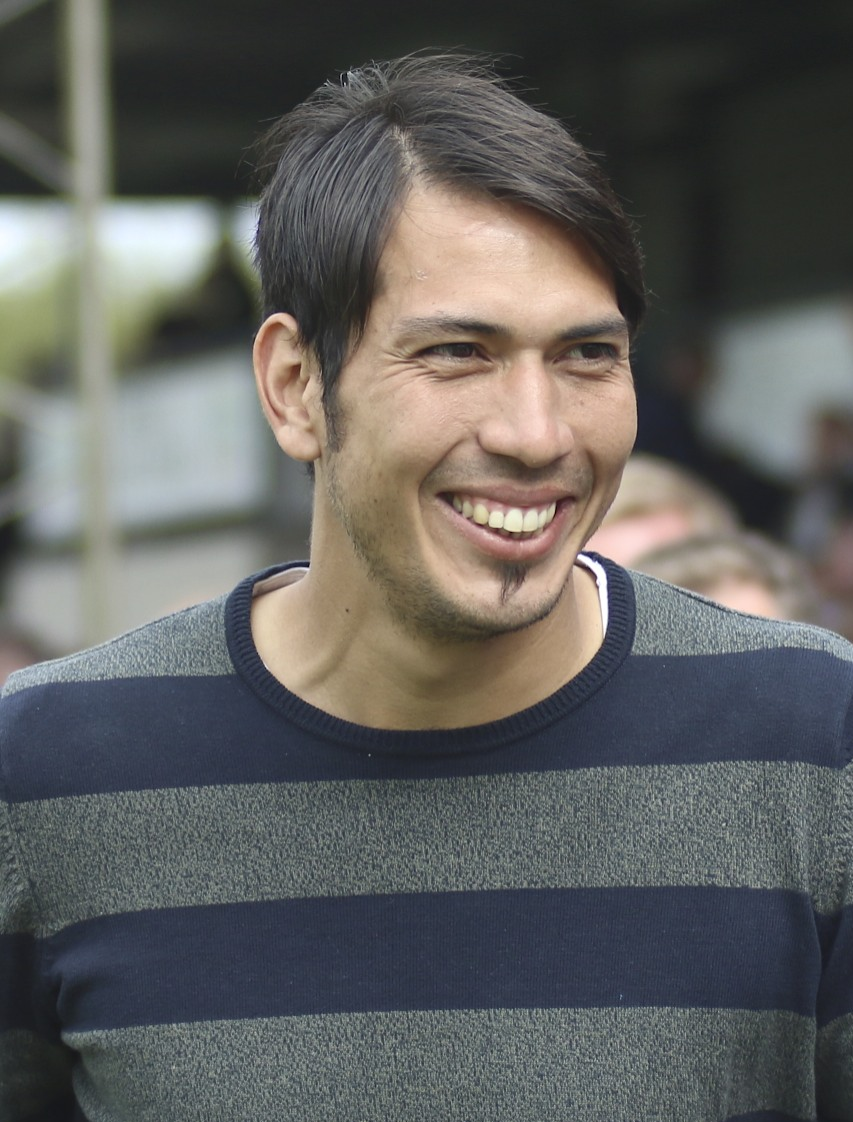
ليوناردو أولوا هو ثاني أفضل هداف في الميريا برصيد 48 هدفا.

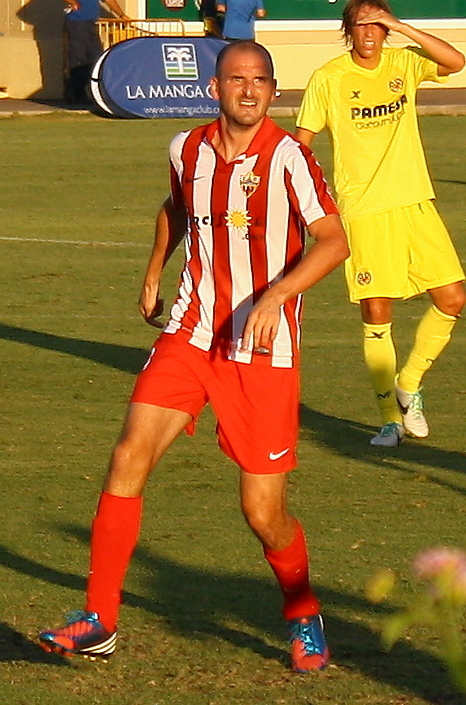
فرناندو سوريانو ، لاعب ألميريا السابق والمدير الحالي.

- تروفيو بينيفيكو أوكام:

- الفائزون (1):

2014 - (2–1 أوكام مورسيا )
- تروفيو فيستا ديلكس:

- الفائزون (2):

2012 - (3–1 إلتشي )
2015 - (1–0 إلتشي )
- نصب تروفيو التذكاري خوان روخاس:

- الفائزون (7):

2001 - (2–1 اليكانتي )
2002 - (1–1 (5–4 ص. ) فياريال )
2003 - (5–0 مالقة )
2005 - (2–0 ناسيونال</img> )
2008 - (3-1 بيتيس )
2010 - (2–0 غرناطة )
2011 - (0–0 (3–1 ص. ) فياريال )
- تروفيو أغروبونينتي:

- الفائزون (1):

2011 - (3–0 كوماركا دي نيجار )
- تروفيو كارابيلا دي بلاتا:

- الفائزون (1):

2011 - (2–1 قرطاجنة )
- تروفيو لاغارتو دي جيان:

- الفائزون (1):

2009 - (2–0 خاين )
- تروفيو فينديميا:

- الفائزون (1):

2007 - (1–0 Xerez )
- تروفيو ألكالد دي أغيلاس:

- الفائزون (1):

2007
- تروفيو فيلا دي نيرجا:

- الفائزون (1):

2007 - (3–2 مالقة )
- تروفيو كوستا برافا:

- الفائزون (1):

2007
- تروفيو سيوداد دي تيراسا:

- الفائزون (1):

2007

### الألقاب الوطنية
- الدرجة الثانية :

- المركز الثاني (1): 2006-07 .

- الدرجة الثانية B :

- المركز الثاني (2): 1994-95 ، 2001–02 .

- تقسيم Tercera :

- المركز الثاني (1): 1992-93 .

## إحصائيات
- مواسم في الدوري الاسباني: 6

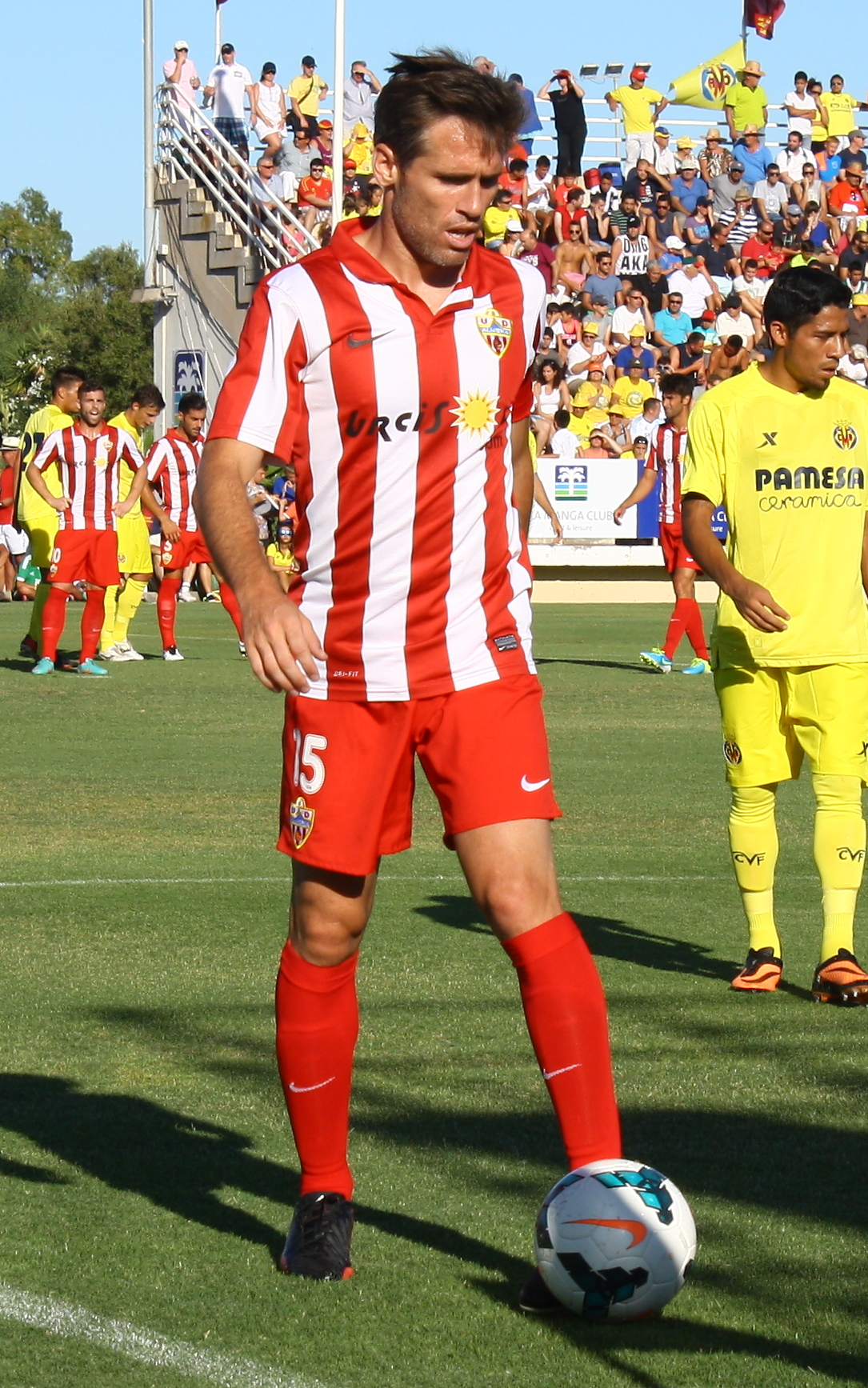
كورونا هو ثاني أكثر لاعب ظهر مع ألميريا ، حيث شارك في 276 مباراة.

- أفضل مركز في الدوري الإسباني: المركز الثامن ( 2007–08 )

النقاط التي تم الحصول عليها: 52
- أسوأ مركز في الدوري الأسباني: المركز 20 ( 2010-11 )
- مواسم في دوري الدرجة الثانية : 13
- أفضل مركز في دوري الدرجة الثانية: المركز الثاني ( 2006–07 )

النقاط التي تم الحصول عليها: 80
- المركز الأسوأ في الدرجة الثانية: المركز الثامن عشر ( 2002–03 ، 2015–16 ، 2017–18 )
- معظم الأهداف المسجلة في موسم واحد: 88 ( 1992-93 ).
- أكبر عدد من الأهداف المسجلة في إحدى مباريات الدوري الإسباني:

المنزل: الميريا 3 - فياريال 0 (4 أبريل 2009) ،  الميريا 3 - مايوركا 1 (15 مايو 2011) ،  الميريا 3 - غرناطة 0 (4 يناير 2014) ،  المرية 3 - غرناطة 0 ( 11 أبريل 2015) 
الذهاب: إشبيلية 1 - ألمرية 4 (19 أبريل 2008) 
- معظم الأهداف التي استقبلت في مباراة بالدوري الإسباني:

البداية: الميريا 0 - برشلونة 8 (20 نوفمبر 2010)  
الذهاب: ريال مدريد 8 - ألميريا 1 (21 مايو 2011) 

### جدول المواسم العام في الدوري الاسباني

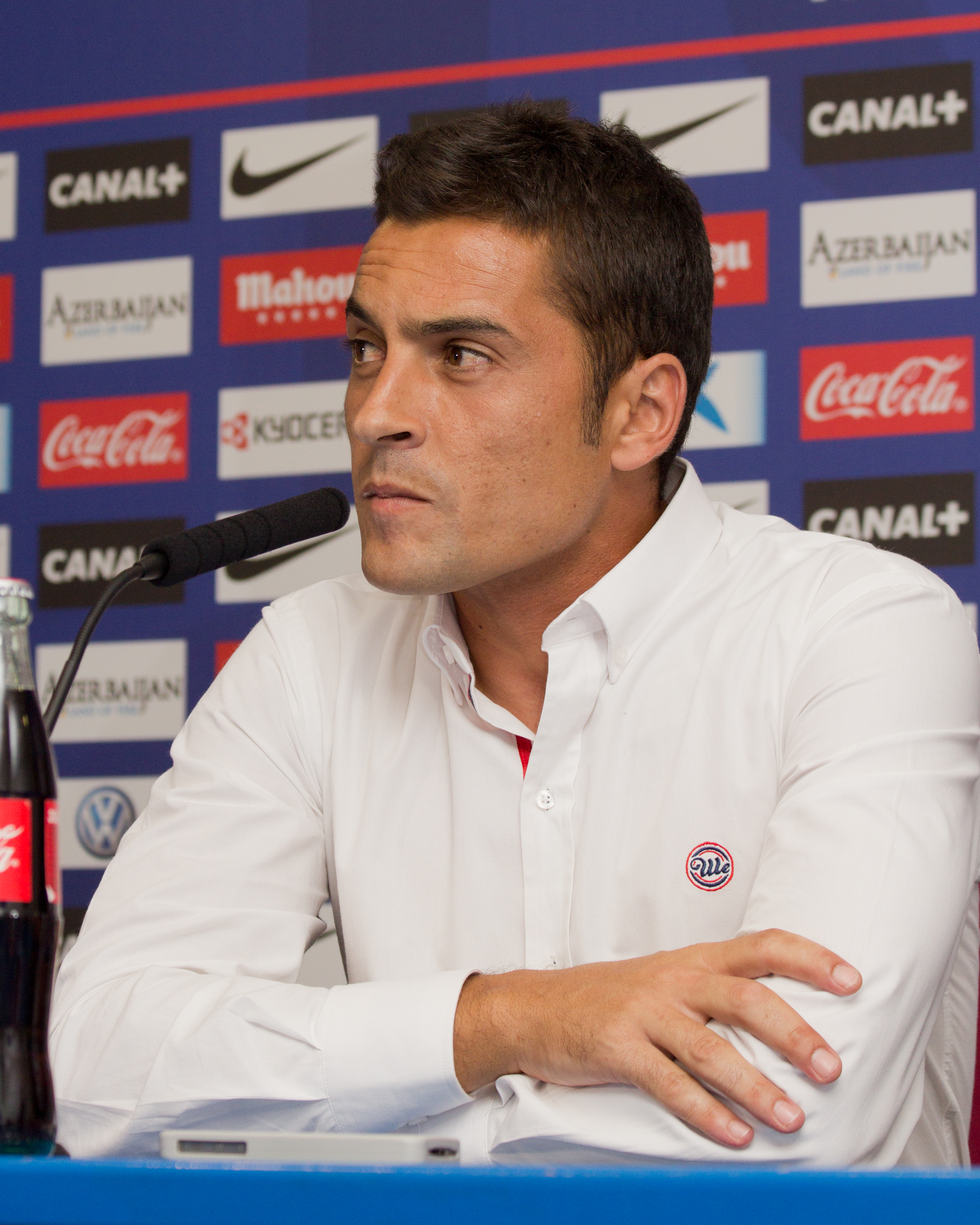
فرانسيسكو هو رابع هداف في تاريخ ألميريا برصيد 45 هدفًا.

## المعالم
لا يزال اللاعبون الجريئون يلعبون للنادي.
- الهداف التاريخي: راؤول سانشيز برصيد 57 هدفًا (1997-99 ، 2000–02)
- أكثر المظاهر ظهورًا: خوسيه أورتيز برنال بـ 338 مباراة (1997-2012).
- أصغر لاعب يظهر لأول مرة: جاسبار باناديرو ، مع 16 عامًا و 277 يومًا (ضد Córdoba CF في 12 سبتمبر 2014) [8]
- أصغر لاعب يسجل: هشام خلوة ، 18 عامًا و 341 يومًا (ضد ريال سوسيداد في 24 مارس 2014).
- المدرب صاحب أكبر عدد من المباريات: فرانسيسكو ، 46 (يونيو 2013 - ديسمبر 2014)